# Rosttopptyrann
Rosttopptyrann (Myiarchus semirufus) är en fågel i familjen tyranner inom ordningen tättingar.

## Utseende och läte
Rosttopptyrannen är en 17–19 cm lång och distinkt tyrann. Fjäderdräkten går övervägande i tre bruna nyanser, utan grått eller gult som hos andra Myiarchus-tyranner. Den är brun på huvud och ovansida, rostbrun på övre stjärttäckare, vingar och stjärt, och ljust kanelbrun på strupe och undersida. Ögat, näbben och benen är mörka.
Sången som framförs i gryningen består av alternerande "huit" och raspiga visslingar. Upprepande hickande toner kan höras i sången och som varnande mot inkräktare. Under födosök hörs fallande "huit" som kontaktläte.

## Utbredning och systematik
Fågeln förekommer i torra kustnära nordvästra Peru (Tumbes till norra Lima). Den behandlas som monotypisk, det vill säga att den inte delas in i några underarter.

## Status och hot
Rosttopptyrannen har en liten världspopulation bestående av uppskattningsvis endast 2 500–10 000 vuxna individer. Den tros också minska i antal till följd av habitatförlust. Den är därför upptagen på internationella naturvårdsunionen IUCN:s röda lista över hotade arter, kategoriserad som sårbar (VU).